# ¡Cuidado con las señoras!
¡Cuidado con las señoras! és una pel·lícula de comèdia romàntica i de suspens espanyola de 1968 dirigida per Julio Buchs amb guió de Buchs i de Federico de Urrutia i produïda per Ízaro Films. La música és de José Torregrosa amb cançons d'Augusto Algueró i d'Antonio Guijarro Campoy. El tema principal del film, amb el mateix títol, fou interpretat pel grup malagueny Los Gritos.

## Sinopsi
Després de set anys sense treballar havent acabat els seus estudis en medicina, Enrique (José Luis López Vázquez) és enviat a Madrid per la seua tieta Nati (Margot Cottens) per tal que comenci a exercir com a metge. En arribar, però, es dedica a viure entre festes amb el seu amic Mateo (Juanjo Menéndez), detectiu privat. La seva primera intervenció com a metge és per a estendre el certificat de decés de l'home d'una jove dama, Leonor (Mara Cruz), que havia conegut en un accident mecànic a la carretera. Al dia següent, estant amb Mateo a una sala de festes, veu a la presumpta vídua en companyia del "difunt". Informat Enrique de que aquell home és en realitat l'administrador del difunt marit, decideix aclarir el misteri amb l'ajuda del seu amic Mateo. Les gestions derivades del cas els fan acabar a Torremolinos en companyia de Goyita (Teresa Gimpera), la jove veïna d'Enrique que diu ser cantant. Després d'una sèrie de còmiques i complexes situacions, resulten misteriosament assassinats l'administrador i la vídua, apuntant totes les proves com a assassí a Enrique.

## Repartiment[3][4]
- José Luis López Vázquez (Doctor Enrique Varela)
- Mara Cruz (Leonor)
- Teresa Gimpera (Gregoria "Goyita")
- Juanjo Menéndez (Mateo Alcubilla)
- Mary Francis (Elena)
- Rosanna Yanni (Nina Monterde)
- Antonio Pica (Jorge Rivera)
- Margot Cottens (Tia Nati)
- Julia Caba Alba (Empleada sorda dels lavabos públics)
- Hércules Cortés (Ceferino Carranza)
- Beni Deus (Antonio Colomer García)
- Luis Morris (Jove de la Boite)
- Jesús Guzmán Gareta (Funcionari del cementiri)
- Erasmo Pascual (Home ebri)
- Goyo Lebrero (Porter)
- Xan das Bolas (Cambrer de bar)